# Roop Singh
Roop Singh   (Jabalpur, 8 de setembre de 1910 - Gwalior, 16 de desembre de 1977) fou un jugador d'hoquei sobre herba indi que va competir durant la dècada de 1930. Era germà del també jugador d'hoquei sobre herba Dhyan Chand.
El 1932 va prendre part en els Jocs Olímpics d'Estiu de Los Angeles, on guanyà la medalla d'or en la competició d'hoquei sobre herba. Quatre anys més tard, als Jocs de Berlín, revalidà la medalla d'or.
L'estadi Captain Roop Singh de Gwalior que porta el nom de Singh, va ser originalment un estadi d'hoquei abans que es convertís en un recinte de cricket el 1988. El Comitè Olímpic Alemany va enviar a Singh un mapa que mostrava un carrer de Múnic que portava el seu nom després de la seva actuació als Jocs Olímpics de 1936. També fou un dels tres esportistes indis, junt a Dhyan Chand i Leslie Claudius, que va veure com una de les estacions de metro de Londres, canviava de nom abans dels Jocs Olímpics d'estiu de 2012.